# Potapovkacultuur
De Potapovkacultuur (Russisch: Потаповская культура) was een archeologische cultuur uit de bronstijd die tussen 2100 - 1800 v.Chr. bloeide aan de Midden-Wolga.
De Potapovkacultuur kwam voort uit de Poltavkacultuur met invloeden van de Abasjevocultuur. Het onderhield nauwe banden met de Sintasjtacultuur in het oosten, met wie het veel overeenkomsten deelde, en waarvan het vaak als een westelijke variant wordt gezien. 
Net als de Sintasjtacultuur wordt aangenomen dat de mensen een vorm van Proto-Indo-Iraans hebben gesproken. Het was een directe voorloper van de Sroebnacultuur en beïnvloedde waarschijnlijk de opkomst van de Andronovocultuur.

## Chronologie
De Potapovkacultuur ontstond rond 2100 v.Chr. aan de Midden-Wolga. Men denkt dat de Potapovkacultuur tevoorschijn is gekomen als een noordelijk uitvloeisel van de Poltavkacultuur, met mogelijke invloeden uit de Abasjevocultuur. Invloeden van de Catacombencultuur en de Babynocultuur zijn ook waargenomen.  Er wordt aangenomen dat het deel uitmaakte van een oostelijke expansie van culturen die zijn oorsprong vond in de Pontische steppe.  
Ze kwam tot bloei rond de Midden-Wolga, de zuidwestelijke Oeral en westelijk Kazachstan. De cultuur verspreidde zich ook naar de Don en de Dnjepr.  
Aangenomen wordt dat de uitbreiding naar West-Kazachstan en de zuidelijke Oeral van de Potapovka, Sintasjta en andere culturen van uiteindelijk Oost-Europese oorsprong, plaatsvond als een migratie van een dominante elite. De Potapovkacultuur en de Sintasjtacultuur speelden een belangrijke rol bij het ontstaan van de Andronovocultuur. De Andronovocultuur wordt op haar beurt beschouwd als de voorouder van de Indo-Iraniërs. De vroege fasen van de Sroebnacultuur kwamen voort uit de Potapovkacultuur en de late Abasjevocultuur. 

## Kenmerken
De Potapovkacultuur onderscheidde zich vooral door de aanwezigheid van benen bakstukken voor het controleren van paarden. Eén bakstuk uit de Potapovkacultuur bleek versierd te zijn met een Myceens ornament. De Potapovkacultuur heeft veel overeenkomsten met de Sintasjtacultuur en de oudere fasen van de Andronovocultuur. Deze overeenkomsten omvatten dierenoffers (paardengraven), begrafenisrituelen, wagenuitrusting, wangstukken en aardewerk. 

### Graven
De Potapovkacultuur is vooral bekend van minstens elf gevonden grafheuvels. Deze bevatten ongeveer tachtig begrafenissen. Potapovka-grafheuvels hebben een diameter van ongeveer 24 tot 30 meter en kunnen tot een halve meter hoog worden. Ze bevatten doorgaans grote centrale grafkamers omgeven door kleine perifere graven. In de buurt van het centrale graf kunnen paarden, runderen, schapen, geiten en honden worden gevonden. 
Verschillende Potapovka-grafheuvels werden gebouwd bovenop eerdere Poltavka-grafheuvels, die hierdoor vernietigd werden. Volgens David W. Anthony was dit nauwelijks toevallig, en getuigde van een "symbolische connectie" tussen de Poltavka- en Potapovka-bevolking. 
De grafgiften omvatten versierd aardewerk, metalen voorwerpen, bronzen en soms zilveren sieraden. 
Graven van de Potapovkacultuur lijken sterk op die van de Sintasjtacultuur. Ze bevatten allebei gepaarde paarden en bakstukken. 

### Aardewerk
Aardewerk van de Potapovkacultuur lijkt sterk op dat van de Poltavkacultuur. Hetzelfde wordt opgemerkt bij de Sintasjtacultuur. In Potapovka-graven is ook Abasjevo-vaatwerk gevonden. 

### Voertuigen
Mogelijke overblijfselen van wielen en wielvoertuigen zijn waargenomen in de Potapovka-sites. In tegenstelling tot bij de Sintasjtacultuur zijn er in de Potapovkacultuur geen spaakwielen aangetroffen. 

### Wapens
Belangrijke stenen werktuigen waren onder meer vuurstenen pijlpunten. De wapens die op Potapovka-sites zijn gevonden lijken sterk op de wapens die in de Veda's en de Avesta worden beschreven. 

## Fysiek type
De mensen waren van een krachtig gebouwd Europide type. Hun schedels zijn vergelijkbaar met die van de Catacombencultuur. Potapovka-schedels zijn minder dolichocephalisch dan die van de Fatjanovo-Balanovocultuur, Abasjevocultuur, Sintasjtacultuur, Sroebnacultuur en de westelijke Andronovocultuur. Het fysieke type lijkt te zijn ontstaan door een mengeling tussen het puur dolichocephalische type van Sintasjta en het minder dolichocephalische type van de Jamna- en Poltavkacultuur. 

## Genetica
In een in 2015 in Nature gepubliceerde studie werden de overblijfselen van drie individuen van de Potapovkacultuur onderzocht. Eén man bleek drager te zijn van haplogroep R1a1a1b en U2e1h, terwijl de ander haplogroep P1 en C1 droeg. De vrouw droeg Mt-haplogroep T1. 
In een in 2018 in Science  gepubliceerde studie werden de overblijfselen van vier individuen die aan de Potapovkacultuur werden toegeschreven, geanalyseerd. Van de twee mannen droeg er één R1a1a1b2a2a en U2e1, terwijl de ander R1 en C droeg. De twee vrouwen droegen U2e1a1 en H2a1e. De mensen van de Potapovkacultuur bleken nauw verwant te zijn aan mensen van de touwbeker, Sintasjta, Andronovo en Sroebnacultuur. Ze bleken een gemengde afkomst te herbergen uit de Jamnacultuur en volkeren uit het Midden-Europese neolithicum. De genetische gegevens suggereerden dat deze verwante culturen uiteindelijk voortkwamen uit een remigratie van Centraal-Europese volkeren met steppe-afkomst terug naar de steppe. 

## Taal
Men denkt dat de Potapovkacultuur deel uitmaakte van een oostwaartse migratie van Indo-Europese sprekers die uiteindelijk naar voren kwamen als de Indo-Iraniërs.  